# Szétválasztás elve
A számítástechnikában a szétválasztás elve vagy hosszabban a dolgok szétválasztásának elve (angolul Separation of Concerns vagy röviden SoC) olyan tervezési alapelv, amely a számítógépes programot külön szakaszokra különíti el úgy, hogy az egyes szakaszok külön vonatkozásokat fedjenek le. A vonatkozás olyan információkészlet, amely befolyásolja a számítógépes program kódját. A vonatkozás lehet olyan általános, mint "az alkalmazás hardverének részletei", vagy olyan konkrét, mint "melyik osztály neve példányosítható". A szétválasztást jól megtestesítő programot moduláris programnak nevezzük. A modularitást, és ezáltal a vonatkozások elkülönítését úgy érjük el, hogy az információkat egy jól meghatározott interfésszel rendelkező kódrészbe foglaljuk. Az egységbezárás az információ elrejtésének egyik eszköze. A réteges architektúra kialakítása a vonatkozások elkülönítésének másik megvalósítási módja (pl. Prezentációs réteg, üzleti logikai réteg, adatelérési réteg, perzisztencia-réteg).
A szétválasztás elve nagyobb szabadságfokot eredményez a program tervezésének, telepítésének vagy használatának bizonyos szempontjaiból. Ezek között értjük a kód egyszerűsítésének és karbantartásának fokozott szabadságát. Ha a vonatkozások jól el vannak különítve, több lehetőség kínálkozik a modulok frissítésére, újrafelhasználására és független fejlesztésére. A modulok megvalósítási részleteinek elrejtése - az interfész mögött - lehetővé teszi egyetlen osztály kódrészének javítását vagy módosítását anélkül, hogy a fejlesztőnek ismernie kellene más szakaszok részleteit, és anélkül, hogy módosításokat kellene végrehajtania a többi osztályban. A modulok az interfész különböző változatait is felfedhetik, ami növeli a bonyolult rendszer részleges szerkesztésének szabadságát a funkciók elvesztése nélkül. 
A szétválasztás elve az absztrakció egyik formája. Csakúgy, mint a legtöbb absztrakció esetében, a vonatkozások elkülönítése további kódrészletek hozzáadását jelenti, azaz általában több végrehajtandó kód jön létre. Tehát a jól elkülönített vonatkozások megléte – számos előnye ellenére – gyakran jár a végrehajtás során jelentkező hátrányokkal. 

## Implementációja
A moduláris vagy objektumorientált programozás mechanizmusai, amelyeket egy programozási nyelv biztosít, lehetővé teszik a fejlesztők számára a szétválasztás fenntartását. Például az objektumorientált programozási nyelvek, mint a C#, C++, Delphi és Java, elkülöníthetik az átfedéseket külön objektumokká, míg az architekturális tervezési minták, mint az MVC vagy az MVP, a tartalmat elkülöníthetik a nézettől, azaz az adatfeldolgozást (modellt) a tartalomtól. A szolgáltatásorientált tervezés feloszthatja a vonatkozásokat különböző szolgáltatásokká. Az olyan eljárási programozási nyelvek, mint a C és a Pascal elkülöníthetik a vonatkozásokat eljárásokra vagy függvényekre. Az aspektusorientált programozási nyelvek azt aspektusokra és objektumokra választhatják szét.
A szétválasztás elve számos más területen is fontos tervezési elv, mint például a várostervezés, az építészet és az információtervezés. A cél az összetett, egymástól függő rendszerek hatékonyabb megértése, megtervezése és kezelése, hogy a funkciókat újra felhasználhassák, optimalizálhassák más funkcióktól függetlenül, és el lehessen szigetelni más funkciók esetleges meghibásodásaitól.
Gyakori példák: egy hely szétválasztása helyiségekké, hogy az egyik helyiségben végzett tevékenység ne befolyásolja a többi helyiségben élő embereket, valamint a fűtőtest egyik áramkörre, míg a lámpák másikra bekötése, hogy a fűtőtest általi túlterhelés ne kapcsolja le a lámpákat. A szobákkal ellátott példa beágyazást mutat, ahol az egyik helyiségen belüli információ - például az, hogy mennyire rendetlen - a többi helyiség számára nem elérhető, csak az interfészen keresztül, amely az ajtó. Az áramköri példa pedig azt mutatja, hogy az egyik modulon belüli aktivitás, - az az áramkör, amely a saját fogyasztóival van összekötve - nem befolyásolja a különböző modulokban végzett tevékenységeket, ezért egyik modul sem foglalkozik azzal, ami a másikban történik.

## Eredete
A szétválasztás elve kifejezést valószínűleg Edsger W. Dijkstra alkotta meg 1974-ben "On the role of scientific thought" című cikkében.
Tizenöt évvel később a szétválasztás elve kifejezés elfogadott gondolattá vált. 1989-ben Chris Reade írt egy könyvet "Elements of Functional Programming" címmel, amelyben leírja a szétválasztás elvét.
A könyvben kifejti, hogy egy programozónak három fő dologra kell figyelnie:
1. Meg kell határoznia a program végrehajtásának tárgyát
2. A végrehajtás folyamatát kis lépésekre kell bontania
3. Kezelnie kell a memóriát a futás során

Reade továbbá azt is mondja, ideális estben a fejlesztőnek csak első pontra kellene koncentrálnia, de megbízhatóbb eredményeket kapunk ha az adminisztrációt leválasztjuk a fő feladatról és automatizáljuk.

## Példák

### TCP/IP
A vonatkozások elkülönítése elengedhetetlen az Internet kialakítása szempontjából. Az Internet Protocol Suite nagy erőfeszítéseket tett a vonatkozások jól meghatározott rétegekre bontására. Ez lehetővé teszi a protokolltervezők számára, hogy egy rétegben összpontosítsanak a függőségekre, és a többi réteget figyelmen kívül hagyják. Az SMTP alkalmazásréteg protokoll például függ az e-mail munkamenet megbízható szállítási (általában TCP) szolgáltatásán keresztül történő lebonyolításának minden részletétől, de legkevésbé sem vonatkozik rá, hogy a szállítási szolgáltatás hogyan teszi megbízhatóvá ezt a folyamatot. Hasonlóképpen, a TCP sem aggódik az adatcsomagok útválasztása miatt, amelyet a hálózati réteg kezel.

### HTML, CSS, JavaScript
A HyperText Markup Language (HTML), a Cascading Style Sheets (CSS) és a JavaScript (JS) kiegészítik egymást a weboldalak és webhelyek fejlesztésénél. A HTML-t főként a weboldal tartalmának szervezésére, a CSS-t a tartalom megjelenítési stílusának meghatározására használják, a JS pedig meghatározza, hogy a tartalom hogyan kommunikál és hogyan viselkedik a felhasználóval. Eredetileg, a CSS bevezetése előtt a HTML mind a szemantika, mind a stílus megjelenítésének feladatait ellátta.

### Szubjektumorientált programozás
A szubjektumorientált programozás lehetővé teszi, hogy a különféle problémákat különálló szoftverkonstrukciókként kezeljék, mindegyiket a többivel egyenlő alapon. Minden vonatkozás biztosítja a saját osztálystruktúráját, amelybe a közös objektumok rendeződnek, és hozzájárul az értékeivel és a metódusaival az összetett eredményhez, amellyel egymást keresztezik. A konzisztencia szabályai leírják, hogy a különféle vonatkozások osztályai és metódusai miként kapcsolódnak egymáshoz, lehetővé téve a metódus összetett viselkedését többféle vonatkozásban. A vonatkozások többdimenziós elkülönítése lehetővé teszi a vonatkozások elemzését és összeállítását többdimenziós "mátrixként", amelyben az egyes vonatkozásokat egy-egy dimenzió reprezentálja, és amelyben különböző választási pontokat sorolnak fel, a mátrix elemeiként a megfelelő szoftverelemek.

### Aspektusorientált programozás
Az aspektusorientált programozás lehetővé teszi a kereszthivatkozások elsődleges kérdésként való kezelését. Például a legtöbb program valamilyen biztonságot és naplózást igényel. A biztonság és a naplózás gyakran másodlagos probléma, az elsődleges szempont gyakran az üzleti célok megvalósítása, annak ellenére hogy, a program megtervezésekor, annak biztonságát kezdettől fogva bele kellene építeni a tervezésbe. A biztonság utólagos alkalmazása gyakran elégtelen biztonsági modellt eredményez, amely túl sok rést hagy a jövőbeli támadások számára. Ez megoldható aspektusorientált programozással. Például meg lehet írni egy szempontot, hogy egy bizonyos API-hoz érkező hívásokat és a hibákat, amikor azok egy kivételt dobnak, mindig naplózzák, függetlenül attól, hogy a program eljárási kódja kezeli-e a kivételt, avagy sem.

### A mesterséges intelligencia elemzési szintjei
A kognitív tudományban és a mesterséges intelligenciában gyakran hivatkoznak David Marr elemzési szintjeire. A kutatónak figyelnie kell arra, hogy (1) mire van szüksége az intelligencia valamilyen aspektusának kiszámításához, (2) ehhez milyen algoritmust kell alkalmaznia, vagy (3) hogy az algoritmust hogyan valósítják meg hardveren. A vonatkozásoknak ez a szétválasztása hasonló az interfész/megvalósítás megkülönböztetéséhez a szoftver- és hardverfejlesztésben.

### Normalizált rendszerek
Normalizált rendszerekben a szétválasztás elve a négy vezérelv egyike. Ezen elv betartása az egyik olyan eszköz, amely segít csökkenteni azokat a kombinatorikus hatásokat, amelyek idővel bekerülnek a karbantartott szoftverekbe. A normalizált rendszerekben a szétválasztás elvét aktívan támogatják az eszközök.

### Elválasztás részosztályokon keresztül
A vonatkozások elkülönítése részosztályokon keresztül is megvalósítható és érvényesíthető.

#### Szétválasztás részleges osztályokon keresztül Rubyban
bear_hunting.rb
```
class
 
Bear

  
def
 
hunt

    
forest
.
select
(
&
:food?
)

  
end

end

```

bear_eating.rb
```
class
 
Bear

  
def
 
eat
(
food
)

    
raise
 
"
#{
food
}
 is not edible!"
 
unless
 
food
.
respond_to?
 
:nutrition_value

    
food
.
nutrition_value

  
end

end

```

bear_hunger.rb
```
class
 
Bear

  
attr_accessor
 
:hunger

  
def
 
monitor_hunger

    
if
 
hunger
 
>
 
50

      
food
 
=
 
hunt

      
hunger
 
-=
 
eat
(
food
)

    
end

  
end

end

```

## Fordítás
Ez a szócikk részben vagy egészben  a   Separation of concerns című angol Wikipédia-szócikk ezen változatának fordításán alapul.  Az eredeti cikk szerkesztőit annak laptörténete sorolja fel. Ez a jelzés csupán a megfogalmazás eredetét és a szerzői jogokat jelzi, nem szolgál a cikkben szereplő információk forrásmegjelöléseként.